# News of the World Darts Championship
News of the World Individual Darts Championship was een van de eerste groots opgezette dartscompetities, waarvan de inaugurele editie dateert van 1927. Van 1947 tot haar afschaffing in 1990 was het Engelands eerste nationale dartscompetitie. In 1996/97 kende het toernooi een kortstondige terugkeer, maar dat bleek eenmalig. Het News of the World Darts Championship was eveneens het eerste nationaal op de televisie uitgezonden dartsevenement, wanneer ITV het toernooi vanaf 1970 op het scherm bracht. 

## Locatie
- 1948–49 Empire Pool (Wembley Arena), Wembley
- 1950–58 Empress Hall, Earls Court
- 1959–62 Empire Pool (Wembley Arena), Wembley
- 1963–77 Alexandra Palace, London
- 1978–85 Empire Pool (Wembley Arena), Wembley
- 1989–90 Docklands Arena, London
- 1996–97 Villa Park

## Winnaars News of the World Darts Championship

### Heren
| Jaar    | Winnaar          | Uit                                    | Uitslag | Runner-up         | Uit                                         |
| ------- | ---------------- | -------------------------------------- | ------- | ----------------- | ------------------------------------------- |
| 1947-48 | Harry Leadbetter | Windle Labour Club, St Helens          | 2—1     | Tommy Small       | Sth Durham Steel & Iron SC, West Hartlepool |
| 1948-49 | Jackie Boyce     | New Southgate SC                       | 2—1     | Stan Outten       | Dr Johnson, Barkingside                     |
| 1949-50 | Dixie Newberry   | Albert, Hitchin                        | 2—0     | Ronnie Ridley     | King Edward Hotel, Newcastle-u-Tyne         |
| 1950-51 | Harry Perryman   | Home Office SC, Greenford              | 2—0     | Laurie Runchman   | Feathers, Felixstowe                        |
| 1951-52 | Tommy Gibbons    | Ivanhoe WMC, Conisbrough               | 2—0     | Jack Wallace      | Low Seaton BL, Workington                   |
| 1952-53 | Jimmy Carr       | Red Lion, Dipton                       | 2—0     | Ernest Greatbatch | Horse Vaults Hotel, Pontefract              |
| 1953-54 | Oliver James     | Ex-Servicemen’s Club, Onllwyn          | 2—0     | Johnny Bell       | Sun, Waltham Abbey                          |
| 1954-55 | Tom Reddington   | New Inn, Stonebroom                    | 2—0     | Johnny Bell       | Sun, Waltham Abbey                          |
| 1955-56 | Trevor Peachey   | Black Fox, Thurston                    | 2—0     | Les Campbell      | Boot, Dinas                                 |
| 1956-57 | Alwyn Mullins    | Traveller’s Rest, Tickhill             | 2—0     | Len Baker         | Corporation Hotel, Cardiff                  |
| 1957-58 | Tommy Gibbons    | Ivanhoe WMC, Conisbrough               | 2—0     | Eric Moss         | Railway Tavern, Harleston                   |
| 1958-59 | Albert Welsh     | Horden Hotel, Seaham                   | 2—1     | Frank Whitehead   | White Rose Hotel, Rossington                |
| 1959-60 | Tom Reddington   | George Hotel, Alfreton                 | 2—1     | Dai Jones         | Cambrian Hotel, Aberystwyth                 |
| 1960-61 | Alec Adamson     | Prince of Wales, Hetton-le-Hole        | 2—1     | Eddie Brown       | Magpie, Stonham                             |
| 1961-62 | Eddie Brown      | Magpie, Stonham                        | 2—0     | Dennis Follett    | Cadeleigh Arms, Cadeleigh                   |
| 1962-63 | Robbie Rumney    | Waterloo Hotel, Darlington             | 2—0     | Bill Harding      | Globe Hotel, Aberdare                       |
| 1963-64 | Tom Barrett      | Odco SC, London                        | 2—0     | Ray Hatton        | Flower of the Valley Hotel, Rochdale        |
| 1964-65 | Tom Barrett      | Odco SC, London                        | 2—1     | Norman Fielding   | Station Inn, Swannington                    |
| 1965-66 | Wilf Ellis       | Brookside WMC, Upton                   | 2—1     | Ron Langley       | Arlington SC, Harlow                        |
| 1966-67 | Wally Seaton     | Swan, Parson Drove                     | 2—0     | Brian Quarterman  | Ivy Inn, North Littleton                    |
| 1967-68 | Bill Duddy       | Rose & Thistle, Frimley Green          | 2—0     | Gerry Feeney      | Unicorn Club, Workington                    |
| 1968-69 | Barry Twomlow    | Red Lion, Chesterfield                 | 2—0     | Paul Gosling      | William IV, Truro                           |
| 1969-70 | Henry Barney     | Pointers Inn, Newchurch, IoW           | 2—0     | Alan Cooper       | Plough, Filton                              |
| 1970-71 | Dennis Filkins   | Barrow, Hepburn & Gale SC, Bermondsey  | 2—0     | Derek White       | Ship, Weymouth                              |
| 1971-72 | Brian Netherton  | Welcome Home Inn, Par                  | 2—0     | Alan Evans        | Ferndale Hotel, Rhondda                     |
| 1972-73 | Ivor Hodgkinson  | Great Northern, Langley Mill           | 2—1     | Ron Church        | Royal Alfred, Shoreditch                    |
| 1973-74 | Peter Chapman    | Bird in Hand, Henley                   | 2—1     | Paul Gosling      | Portscatho Club, Truro                      |
| 1974-75 | Derek White      | Belvedere Inn, Weymouth                | 2—1     | Bill Duddy        | Frimley Green WMC                           |
| 1975-76 | Bill Lennard     | Cotton Tree Inn, Manchester            | 2—0     | Leighton Rees     | Ynysybwl USC, Pontypridd                    |
| 1976-77 | Mick Norris      | King of Denmark, Ramsgate              | 2—0     | Bob Crosland      | Blackamoor Head, Pontefract                 |
| 1977-78 | Stefan Lord      | Stockholm Super Darts Club             | 2—0     | John Coward       | White Hart BL, Sedbergh                     |
| 1978-79 | Bobby George     | King George V, Ilford                  | 2—0     | Alan Glazier      | George & Dragon, Wetherby                   |
| 1979-80 | Stefan Lord      | Stockholm Super Darts Club             | 2—0     | Dave Whitcombe    | Naval Club, Chatham                         |
| 1980-81 | John Lowe        | Willow Tree, Pilsley                   | 2—0     | Mick Norris       | Earl St Vincent, Ramsgate                   |
| 1981-82 | Roy Morgan       | Wheel o’ Worfield, Worfield            | 2—1     | Jim Hughes        | Parcwern Country Club, Ammanford            |
| 1982-83 | Eric Bristow     | Foaming Quart, Norton Green            | 2—0     | Ralph Flatt       | Old Red House, Carlton Colville             |
| 1983-84 | Eric Bristow     | Milton Hayes BC, Stoke-on-Trent        | 2—0     | Ian Robertson     | Bell, Marston Moretaine                     |
| 1984-85 | Dave Lee         | Ivor Arms, Pontllanfraith              | 2—0     | Billy Dunbar      | Woolwich Infant, London                     |
| 1985-86 | Bobby George     | Old Maypole, Hainault                  | 2—0     | Rick Ney          | US Darting Association                      |
| 1986-87 | Mike Gregory     | Stones Cross Hotel, Midsomer Norton    | 2—0     | Peter Evison      | Halcyon/Spikes, Peterborough                |
| 1987-88 | Mike Gregory     | Stones Cross Hotel, Midsomer Norton    | 2—1     | Kevin Spiolek     | Cambridge Squash Club                       |
| 1988-89 | Dave Whitcombe   | King’s Head, Ipswich                   | 2—1     | Dennis Priestley  | Horseshoe, Rotherham                        |
| 1989-90 | Paul Cook        | Gorse Hill WMC, Swindon                | 2—0     | Steve Hudson      | Oakworth SC, Keighley                       |
| 1996-97 | Phil Taylor      | Cricketer’s Arms, Newcastle-under-Lyme | 2—0     | Ian White         | Dockside Inn, Runcorn                       |

### Meervoudige winnaars
| Speler         | Gewonnen         |
| -------------- | ---------------- |
| Tommy Gibbons  | 1951–52, 1957–58 |
| Tom Reddington | 1954–55, 1959–60 |
| Tom Barrett    | 1963–64, 1964–65 |
| Stefan Lord    | 1977–78, 1979–80 |
| Eric Bristow   | 1982–83, 1983–84 |
| Bobby George   | 1978–79, 1985–86 |
| Mike Gregory   | 1986–87, 1987–88 |

### Dames
| Jaar    | Winnaar      | Uit                  | Uitslag | Runner-up        | Uit                      |
| ------- | ------------ | -------------------- | ------- | ---------------- | ------------------------ |
| 1989-90 | Lynne Ormond | George, Alford       |         | Jane Stubbs      | Roebuck Hotel, Northwich |
| 1996-97 | Linda Jones  | Seven Stars, Chorley | 2—0     | Melanie Saunders | Railway Inn, Abergavenny |

Bronnen: 